# Barbechitos
Barbechitos är en ort i Mexiko.   Den ligger i kommunen Guadalupe y Calvo och delstaten Chihuahua, i den nordvästra delen av landet, 1 100 km nordväst om huvudstaden Mexico City. Barbechitos ligger 2 265 meter över havet och antalet invånare är 378.
Terrängen runt Barbechitos är huvudsakligen kuperad, men västerut är den bergig. Runt Barbechitos är det mycket glesbefolkat, med 6 invånare per kvadratkilometer. Närmaste större samhälle är Coloradas de los Chávez, 5,2 km norr om Barbechitos. I omgivningarna runt Barbechitos växer huvudsakligen savannskog.